# Гомологи
Гомо́логи (англ. homologue) — члени гомологічного ряду, що відрізняються від сусіднього в такому ряді на певну структурну одиницю, наприклад, на СH2: пропанол-1 (CH3CH2CH2OH), бутанол-1 (CH3CH2CH2CH2OH), пентанол-1 (CH3CH2CH2CH2CH2OH) відносяться до гомологічного ряду CH3(CH2)nOH.